# William Ayache
William Ayache (10 de gener de 1961) és un exfutbolista francès. Va formar part de l'equip francès a la Copa del Món de 1986.